# Erythroxylum spruceanum
Erythroxylum spruceanum är en tvåhjärtbladig växtart som beskrevs av Johann Joseph Peyritsch. Erythroxylum spruceanum ingår i släktet Erythroxylum och familjen Erythroxylaceae. Inga underarter finns listade i Catalogue of Life.